# Кодзюлас, Георгиос
Георгиос Кодзюлас или Йоргос Кодзиулас (греч.  Γιώργος Κοτζιούλας 1909, Платанусса, османский Эпир — 1956, Афины) — греческий поэт, прозаик, переводчик, театральный писатель и критик XX века.

## Биография
Георгиос Кодзюлас родился в селе Платанусса Эпира. Его отец был почтальоном. Мать умерла, когда Георгиос был ещё грудным ребёнком. Его вырастила бабушка, которую он до конца своей жизни считал «священным лицом». Лилика Наку, описывая его психику, пишет что в детских горестях и в проявлениях стихии он прятался под фартук бабушки, где и засыпал, считая, что находится «в раю». Запах фартука деревенской прачки и горелых дров остался в его памяти. Многие годы спустя, запах свежевыстиранного белья и горелых дров напоминал ему бабушку:121.
Георгиос окончил начальную школу в родном селе, а затем, с большими финансовыми затруднениями и лишениями, окончил школу в Календзи, Янина и гимназию в городе Арта. Его испытания в попытке получить образование в условиях крайней нищеты были впоследствии описаны им рассказе «С малых лет в учёбе».

## Афины
В 1926 году он переехал в «проклятые», по его выражению Афины. Жил в голоде, работал официантом. Познакомился с инвалидом Цакирисом, который мечтал открыть собственную типографию. Цакирис осуществил свою мечту, открыв полу-подвальную типографию, где единственным наборщиком был он сам. Первыми книгами, напечатанными типографией, были книги Кодзиуласа. Подрабатывая корректором и переводчиком в афинских журналах и газетах, Кодзюлас поступил на философский факультет Афинского университета, где впечатлил своих преподавателей знанием древних форм греческого языка и латыни.
Греческий писатель и историк Фотиадис, Димитрис описывает его всегда плохо одетым и голодным:122.
Французский язык Кодзиулас изучил по самоучителю. В своём желании прочитать французских классиков в оригинале, Кодзюлас часами пропадал в библиотеке Французского института Афин.
Тяжёлая работа и лишения ослабили его организм. В 1934 году он заболел туберкулёзом, которым страдал на протяжении всей своей оставшейся жизни.
Кодзиулас благодарил свою болезнь, в результате которой он был отправлен «в рай», туберкулёзный диспансер на горе Пентели. Здесь, впервые в своей жизни, он спал на белых простынях и ему приносили еду на подносе. Когда через несколько месяцев его выпустили, он занял одеяло и спал под соснами:123. Стасинопулос, Михаил, юрист, поэт и впоследствии президент Греции, которого впечатлили стихи Кодзюласа, решил познакомиться с ним.
Стасинопулос пишет «туфли его были порванными и сквозь них просмаривались его ноги. С удивлением выслушал его ответ, что он не желает никакого штатного места, чтобы иметь свободное время для написания стихов. Между тем, каждый вечер он засыпал, поужинав одним листом салата».
Диплом философского факультета Кодзюлас получил в 1938 году.

## Сопротивление
С началом тройной, германо-итало-болгарской, оккупации Греции, и наступлением голода в Афинах, Кодзюлас принял решение осенью 1941 года вернуться в родное село. Здесь он был вовлечён в Национальное Сопротивление и организовал художественную часть VIII дивизии ЭЛАС Эпира, которую возглавлял с 1943 по 1945 год. В 1944 году он основал театральную труппу „Народная Сцена“, с которой гастролировал в освобождённых от оккупантов регионах Эпира, положив начало так называемому „театру гор“.
Его личное знакомство с командующим ЭЛАС Арисом Велухиотисом дало ему материалы для стихов и книги о Арисе, в которых он с восхищением относится к своему герою. Когда генсек компартии Греции Никос Захариадис в 1945 году отмежевался от действий Велухиотиса, Кодзюлас также был причислен в ряды „предателей“:124.
В 1945 году Кодзюулас вернулся в Афины. В 1950 году женился на Эвморфии Кипуру, с которой имел одного сына, Костаса, ныне директора одной из афинских гимназий. Кодзюлас умер в Афинах в 1956 году от инфаркта миокарда.

## Творчество
Как поэт Кодзюулас продолжил традицию неосимволистов и неоромантиков и отличается свободным владением метрического стиха и удачной рифмой (Αλέξ. Αργυρίου). Кодзюулас избегал новаторского стиха и в своих критических работах противостоял и столкнулся с новаторскими тенденциями в поэзии. Его проза носит в основном биографический характер. Кодзюлас оставил после себя значительный объём переводов, среди которых выделяется перевод романа „Отверженные“ Виктора Гюго, с интересным переводческим вступлением. После его смерти, разрозненные труды Кодзюласа, среди которых было много неопубликованных, были собраны его семьёй и друзьями. „Полное собрание сочинений“ Кодзюласа было издано издательством „Дифрос“ в трёх томах. Первый том включает в себя стихи довоенных и первых военных лет (1928—1942), второй том прозу и третий том стихи военных и послевоенных лет (1943—1956).
Сын поэта, Костас Кодзюлас, умер в 2023 году - работу с архивами поэта и и его не опубликованными работами продолжает жена сына, филолог Сосо́ Мелетиу.

## Произведения
Поэзия
- „Однодневки“- Εφήμερα, 1932 1932.
- „Слабый огонь“- Σιγανή Φωτιά, 1938
- „Второе пришествие“- Δευτέρα Παρουσία, 1938
- „Загадка“- Ο Γρίφος 1938
- „Три довоенных стихотворения“ — Τρία ποιήματα προπολεμικά 1946
- „Арис“ — Ο Άρης 1946
- „Пионеры борьбы“- Οι πρώτοι του αγώνα 1946
- „Бегство в природу“- Φυγή στη φύση 1952
- „Эпиротские“- Ηπειρώτικα»1954.

Проза
- «Дурная встреча и другие рассказы»- Το κακό συναπάντημα κι άλλα διηγήματα 1939
- «Фессалийский рынок»- Θεσσαλικό παζάρι 1945
- «С малых лет в учёбе»- Από μικρός στα γράμματα 1954
- «Когда ябыл с Арисом»- Όταν ήμουν με τον Άρη 1965
- «Театр в горах»- Θέατρο στα βουνά 1976.

Трактаты
- «Миривилис, Стратис и военная литература» — Ο Στράτης Μυριβήλης και η πολεµική λογοτεχνία 1931.
- «Куда движется поэзия ?» — Πού τραβάει η ποίηση 1950
- «Школа Кариотакиса и круг греков зарубежья»- Η σχολή του Καρυωτάκη και ο κύκλος των ομογενών 1952